# Що таке математика?
Що таке математика? (Елементарний нарис ідей та методів) — класична популярна книга з математики Ріхарда Куранта та Герберта Роббінса. Друге видання вийшло з доповненням Єна Стюарта.
У книзі порушуються теми з теорії чисел, комбінаторики, евклідової геометрії, проєктивної геометрії, неевклідової геометрії, диференціальної геометрії та топології, алгебричної топології та математичного аналізу.

## Авторство
Книга заснована на лекціях Куранта. Попри участь Роббінса в написанні значної частини книги, йому довелося боротися, щоб офіційно стати автором книги. Проте авторські права на неї отримав лише Курант.

## Назва
Очевидно, назву дано за аналогією з «Що таке мистецтво?» Лева Толстого. За Констанс Рід, Курант остаточно вирішив вибрати назву «Що таке математика?» після розмови з Томасом Манном на вечірці у Германа Вейля .
Колонка «What is …?» у журналі American Mathematical Monthly, очевидно, з'явилася під впливом цієї книги.

## Видання та переклади
Англійська
- What is Mathematics?: An Elementary Approach to Ideas and Methods, Londra, Oxford University Press, 1941, ISBN 0-19-502517-2.<meta />
- Друге видання: New York, Видавництво Оксфордського університету, 1996 ISBN 0-19-510519-2.

Російська
- Что такое математика? Элементарный очерк идей и методов, Государственное издание технико-теоретической литературы, 1947.
- Что такое математика? 3 издания МЦНМО ISBN 5-900916-45-6, 2001; 9-е издание МЦНМО 2019 года.

Іспанська
- ¿Qué es la matemática?: una exposición elemental de sus ideas y métodos, Aguilar editorial, 1971, ISBN 968-16-6717-4.
- ¿Qué Son Las Matemáticas?, Fondo de Cultura Económica, 2002, ISBN 968-16-6717-4. (trad. dalla seconda edizione)

Італійська
- Che cos'è la matematica?, trad. di Liliana Ragusa Gilli, 1ª ed. italiana, dalla 3ª edizione orig. (ottobre 1945), Einaudi, 1950, p. 754.
- Che cos'è la matematica?, trad. di Liliana Ragusa Gilli, 1ª ed. italiana, dalla 3ª edizione orig. (ottobre 1945), Boringhieri, 1964, p. 752.
- Che cos'è la matematica?, ed. riveduta da Ian Stewart; trad. di Liliana Ragusa Gilli, rived. da Laura Servidei, 2ª ed., Bollati Boringhieri, 2000, pp. 671, ISBN 88-339-1200-0.
- Che cos'è la matematica?, ed. riveduta da Ian Stewart; trad. di Liliana Ragusa Gilli, rived. da Laura Servidei, ristampa della 2ª ed. del 2000, Bollati Boringhieri, 2007, pp. 671, ISBN 978-88-339-1200-4.

Німецька
- Was Ist Mathematik?, Springer Verlag, 2000, ISBN 3-540-63777-X.

Угорська
- Mi a matematika?, tradotto da László Vekerdi, Gondolat Könyvkiadó, 1966, p. 509.

В'єтнамська
- Toán học là gì? Phác thảo sơ cấp về tư tưởng và phương pháp, 3 voll., Nhà xuất bản Khoa học và Kỹ thuật, 1984, p. 510, ISBN 0-19-502517-2.